# Дрімлюжині
Дрімлюжині (Caprimulginae) — підродина птахів родини дрімлюгових (Caprimulgidae). Включає 14 родів та 98 видів. Поширені на всіх материках, крім Антарктиди.

## Опис
Це птахи середнього розміру з довгими крилами, короткими ногами і дуже короткими дзьобами, які харчуються літаючими комахами. Зазвичай вони гніздяться прямо на землі. Їхнє оперення має камуфляжне забарвлення, схоже на кору або листя. Ведуть нічний спосіб життя.

## Роди
- Рід Gactornis — 1 вид
- Рід Nyctipolus — (2 види)
- Рід Nyctidromus — (2 види)
- Рід Hydropsalis — (4 види)
- Рід Siphonorhis — (2 види)
- Рід Nyctiphrynus — (4 види)
- Рід Phalaenoptilus — 1 вид
- Рід Antrostomus — (12 видів)
- Рід Caprimulgus — (40 видів)
- Рід Setopagis — (4 види)
- Рід Uropsalis — (2 види)
- Рід Macropsalis — 1 вид
- Рід Eleothreptus — (2 види)
- Рід Systellura — (2 види)